# Miss New Hampshire
Miss New Hampshire è un annuale concorso di bellezza che ha luogo nel New Hampshire.

## Vincitrici
| Anno | Vincitrice                                                        | Città di provenienza                                              | Età                                                               | Titolo locale                                                     | Miss America Talent                                               |
| ---- | ----------------------------------------------------------------- | ----------------------------------------------------------------- | ----------------------------------------------------------------- | ----------------------------------------------------------------- | ----------------------------------------------------------------- |
| 1921 | Nessuna rappresamte di New Hampshire al concorso di Miss America. | Nessuna rappresamte di New Hampshire al concorso di Miss America. | Nessuna rappresamte di New Hampshire al concorso di Miss America. | Nessuna rappresamte di New Hampshire al concorso di Miss America. | Nessuna rappresamte di New Hampshire al concorso di Miss America. |
| 1922 | Nessuna rappresamte di New Hampshire al concorso di Miss America. | Nessuna rappresamte di New Hampshire al concorso di Miss America. | Nessuna rappresamte di New Hampshire al concorso di Miss America. | Nessuna rappresamte di New Hampshire al concorso di Miss America. | Nessuna rappresamte di New Hampshire al concorso di Miss America. |
| 1923 | Nessuna rappresamte di New Hampshire al concorso di Miss America. | Nessuna rappresamte di New Hampshire al concorso di Miss America. | Nessuna rappresamte di New Hampshire al concorso di Miss America. | Nessuna rappresamte di New Hampshire al concorso di Miss America. | Nessuna rappresamte di New Hampshire al concorso di Miss America. |
| 1924 | Nessuna rappresamte di New Hampshire al concorso di Miss America. | Nessuna rappresamte di New Hampshire al concorso di Miss America. | Nessuna rappresamte di New Hampshire al concorso di Miss America. | Nessuna rappresamte di New Hampshire al concorso di Miss America. | Nessuna rappresamte di New Hampshire al concorso di Miss America. |
| 1925 | Helen Kanehl                                                      | Manchester                                                        |                                                                   | Miss Manchester                                                   |                                                                   |
| 1926 | Nessuna rappresamte di New Hampshire al concorso di Miss America. | Nessuna rappresamte di New Hampshire al concorso di Miss America. | Nessuna rappresamte di New Hampshire al concorso di Miss America. | Nessuna rappresamte di New Hampshire al concorso di Miss America. | Nessuna rappresamte di New Hampshire al concorso di Miss America. |
| 1927 | Nessuna rappresamte di New Hampshire al concorso di Miss America. | Nessuna rappresamte di New Hampshire al concorso di Miss America. | Nessuna rappresamte di New Hampshire al concorso di Miss America. | Nessuna rappresamte di New Hampshire al concorso di Miss America. | Nessuna rappresamte di New Hampshire al concorso di Miss America. |
| 1928 | Non svolto.                                                       | Non svolto.                                                       | Non svolto.                                                       | Non svolto.                                                       | Non svolto.                                                       |
| 1929 | Non svolto.                                                       | Non svolto.                                                       | Non svolto.                                                       | Non svolto.                                                       | Non svolto.                                                       |
| 1930 | Non svolto.                                                       | Non svolto.                                                       | Non svolto.                                                       | Non svolto.                                                       | Non svolto.                                                       |
| 1931 | Non svolto.                                                       | Non svolto.                                                       | Non svolto.                                                       | Non svolto.                                                       | Non svolto.                                                       |
| 1932 | Non svolto.                                                       | Non svolto.                                                       | Non svolto.                                                       | Non svolto.                                                       | Non svolto.                                                       |
| 1933 | Leita Laugley                                                     |                                                                   |                                                                   |                                                                   |                                                                   |
| 1934 | Non svolto.                                                       | Non svolto.                                                       | Non svolto.                                                       | Non svolto.                                                       | Non svolto.                                                       |
| 1925 | Nessuna rappresamte di New Hampshire al concorso di Miss America. | Nessuna rappresamte di New Hampshire al concorso di Miss America. | Nessuna rappresamte di New Hampshire al concorso di Miss America. | Nessuna rappresamte di New Hampshire al concorso di Miss America. | Nessuna rappresamte di New Hampshire al concorso di Miss America. |
| 1936 | Edna Jones                                                        | Roxbury                                                           |                                                                   |                                                                   |                                                                   |
| 1937 | Nessuna rappresamte di New Hampshire al concorso di Miss America. | Nessuna rappresamte di New Hampshire al concorso di Miss America. | Nessuna rappresamte di New Hampshire al concorso di Miss America. | Nessuna rappresamte di New Hampshire al concorso di Miss America. | Nessuna rappresamte di New Hampshire al concorso di Miss America. |
| 1938 | Nessuna rappresamte di New Hampshire al concorso di Miss America. | Nessuna rappresamte di New Hampshire al concorso di Miss America. | Nessuna rappresamte di New Hampshire al concorso di Miss America. | Nessuna rappresamte di New Hampshire al concorso di Miss America. | Nessuna rappresamte di New Hampshire al concorso di Miss America. |
| 1939 | Lois Marjorie Truax                                               | Nashua                                                            |                                                                   |                                                                   |                                                                   |
| 1940 | Nessuna rappresamte di New Hampshire al concorso di Miss America. | Nessuna rappresamte di New Hampshire al concorso di Miss America. | Nessuna rappresamte di New Hampshire al concorso di Miss America. | Nessuna rappresamte di New Hampshire al concorso di Miss America. | Nessuna rappresamte di New Hampshire al concorso di Miss America. |
| 1941 | Nessuna rappresamte di New Hampshire al concorso di Miss America. | Nessuna rappresamte di New Hampshire al concorso di Miss America. | Nessuna rappresamte di New Hampshire al concorso di Miss America. | Nessuna rappresamte di New Hampshire al concorso di Miss America. | Nessuna rappresamte di New Hampshire al concorso di Miss America. |
| 1942 | Nessuna rappresamte di New Hampshire al concorso di Miss America. | Nessuna rappresamte di New Hampshire al concorso di Miss America. | Nessuna rappresamte di New Hampshire al concorso di Miss America. | Nessuna rappresamte di New Hampshire al concorso di Miss America. | Nessuna rappresamte di New Hampshire al concorso di Miss America. |
| 1943 | Nessuna rappresamte di New Hampshire al concorso di Miss America. | Nessuna rappresamte di New Hampshire al concorso di Miss America. | Nessuna rappresamte di New Hampshire al concorso di Miss America. | Nessuna rappresamte di New Hampshire al concorso di Miss America. | Nessuna rappresamte di New Hampshire al concorso di Miss America. |
| 1944 | Jackie Edson                                                      | Plaistow                                                          |                                                                   |                                                                   |                                                                   |
| 1945 | Lee Corey                                                         | Spofford                                                          |                                                                   |                                                                   |                                                                   |
| 1946 | Nessuna rappresamte di New Hampshire al concorso di Miss America. | Nessuna rappresamte di New Hampshire al concorso di Miss America. | Nessuna rappresamte di New Hampshire al concorso di Miss America. | Nessuna rappresamte di New Hampshire al concorso di Miss America. | Nessuna rappresamte di New Hampshire al concorso di Miss America. |
| 1947 | Bernice Loiselle                                                  | Manchester                                                        |                                                                   |                                                                   | Ballerina di Rumba                                                |
| 1948 | Betty Taylor                                                      | Rochester                                                         |                                                                   |                                                                   | Dramatic Monologue                                                |
| 1949 | Flora Sleeper                                                     | Laconia                                                           |                                                                   |                                                                   |                                                                   |
| 1950 | Betty Laurie                                                      | Concord                                                           |                                                                   |                                                                   |                                                                   |
| 1951 | Coleen Gallant                                                    | Laconia                                                           |                                                                   |                                                                   | Water Skiing                                                      |
| 1952 | Barbara Temperly                                                  | Goffstown                                                         |                                                                   |                                                                   |                                                                   |
| 1953 | Elaine Ruggles                                                    | New Castle                                                        |                                                                   |                                                                   | Vocal                                                             |
| 1954 | Mae Allen                                                         | Epping                                                            |                                                                   |                                                                   | Drama                                                             |
| 1955 | Margaret Johnson                                                  | Dover                                                             |                                                                   |                                                                   | Dramatic Monologue                                                |
| 1956 | Margaret Doyon                                                    | Littleton                                                         |                                                                   |                                                                   | Drum Solo                                                         |
| 1957 | Holly Arnel                                                       | New London                                                        |                                                                   |                                                                   | Drama                                                             |
| 1958 | Mary Morin                                                        | Manchester                                                        |                                                                   |                                                                   | Pantomime Routine                                                 |
| 1959 | Diane Harris                                                      | Manchester                                                        | 18 anni                                                           |                                                                   | Interpretive Dance                                                |
| 1960 | Drina Bouchard                                                    | Rochester                                                         | 18 anni                                                           | Miss Rochester                                                    | Cha-cha-cha Interpretation                                        |
| 1961 | Annette Lambert                                                   | Claremont                                                         | 18 anni                                                           |                                                                   | Sassofono, "Valse Vanite" di Rudy Wiedoeft                        |